# 雲南派

中国の軍閥時代（1925年）の各地の軍閥割拠図。図上の西語の凡例左列は中国国民党（広州国民政府）とその同盟関係にある軍閥。が雲南派の支配地域。

雲南派（うんなんは、滇系）とは、中華民国時代における南方軍閥の1つ。代表人物として唐継尭、竜雲などがおり、その勢力圏は雲南省、貴州省、四川省地区に及んだ。

## 概要

### 蔡鍔の時代
滇軍は清朝末の新軍の第19軍が元になっており、蔡鍔、李根源、唐継尭らは、1911年10月10日、武昌起義（辛亥革命）が勃発すると、軍の主導権を掌握し、挙兵。10月30日、蔡鍔らは昆明で挙兵し、雲貴総督李経羲を捕虜として雲南省を掌握した（重九起義）。11月1日、「大中華国雲南軍都督府」が設立されると、蔡鍔は雲南都督に推戴された。蔡鍔は直ちに、雲南の軍事・政治の改革に取り組む。その清廉にして果断な政治姿勢により、省政の面目を一新したため、省を混乱させることなく、人心掌握に成功した。
1913年7月、二次革命（第二革命）が勃発すると、蔡鍔は袁世凱を支持した。10月に蔡鍔が袁世凱によって北京に迎えられると、唐継尭が雲南都督を引き継ぎ、滇軍を掌握した。1915年に蔡鍔は袁世凱の帝政に反発し、北京を脱出した。そして、唐継尭らとともに12月25日に雲南省の独立を宣言し、護国戦争が勃発した。同戦争は反袁世凱派に有利に進んだが、蔡鍔は1916年に結核をわずらい、11月8日に治療のため訪れていた日本で死去した。

### 唐継尭の時代
第三革命（護国戦争）後期においては、唐継尭は大幅な軍拡を実施し、四川に勢力を広げ、1917年4月に至る8ヶ月間、四川の劉存厚の軍隊と成都、資陽、内江などで何度も衝突した。同年7月に段祺瑞が国務大臣復帰後に、中華民国臨時暫定憲法を回復することを拒絶、唐継尭は孫文の掲げた護法旗幟の名を利用して軍拡を実行し、滇軍で靖国（国家安泰）を目指した。12月には貴州の袁祖銘と四川の熊克武と共同して、川滇黔（四川、雲南、貴州の略称）靖国連合軍総司令官になった。
翌1918年2月には成都に入城し、四川を再占領。同時に、陝西、湖南、福建などの軍閥首領に「靖国」を呼びかけることで、唐継尭は四川、雲南、貴州、湖北、河南、陝西、湖南、福建の8省の連合軍総司令官を自称し、雲南派軍閥の威信は頂点に達した。同時に、旧広西派（旧桂系）と直隷派（直系）軍閥と結託して北伐計画を頓挫させ、広州の護法軍人政府を改変し、孫文を広東から追放した。
1921年2月、唐継尭は駐川滇軍（駐四川雲南軍）第1軍長顧品珍の裏切りに遭い、香港に逃れた。1922年春、彼は以前の部下と雲南の土匪を買収して顧品珍を奇襲して射殺し、権力の座を取り戻した。
顧品珍の部隊の大部分は張開儒が率いて貴州を通じて広西に入り、後に楊希閔が率いて、広東の陳炯明追放に参加した。しかし彼らは人民を圧搾し、唐継尭などの軍閥と結託して広州革命政権の奪取を企みたため、1925年6月の武装反乱で、広東革命軍に消滅させられた。
唐継尭は雲南に帰った後に民治を吹聴して民衆を欺き、また民治党を組織して自分の思うがままにした。また貴州に軍隊を派遣して軍事のコントロールと経済的搾取を行い、他の省に支配を拡張することを図った。1925年に孫文が逝去後、広東・広西地盤を占領することを企んだが、国民革命軍の北伐の成功に従って、1927年2月に滇軍の将校の竜雲、胡若愚、盧漢などの政変に遭い唐継尭は失脚、民治党は解散させられた。

### 竜雲の時代

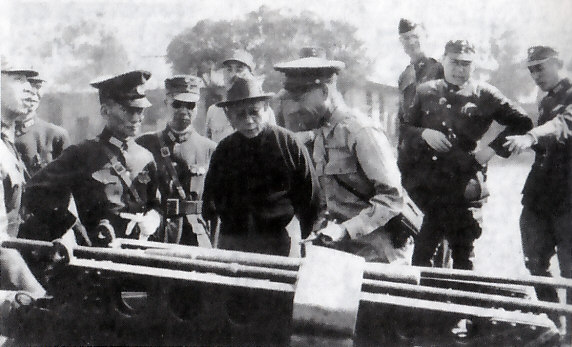
日中戦争（抗日戦争）の際の米国陸軍士官との歓談。左から１番目の軍人が竜雲。中央の文民の服装をしている人物は繆雲台。

竜雲は、国民党政府の下に再編成された雲南省において自治を得て、近代化を進め成功させた。日中戦争時には、抗日統一戦線を支持し、滇軍20数万を派遣、日中戦争勝利に多大な貢献をした。しかし、日中戦争の終了後、竜雲は「雲南モンロー主義」を主張して蔣介石と対立し、雲南省から追放された。竜雲の後継は盧漢が継いだが、程なく雲南派の軍閥統治は終焉を迎えた。